# 嵯峨公元
嵯峨 公元（さが きんもと、1922年〈大正11年〉1月12日 - 1998年〈平成10年〉10月26日）は、日本の旧華族。嵯峨実勝の長男。母は浜口吉右衛門の娘・尚子。嵯峨家31代当主。長姉が愛新覚羅溥傑夫人の浩。妻は春陽堂書店社長・和田利彦の次女。

## 略歴
東京帝国大学を卒業して陸軍に入り、終戦時は陸軍少尉。1941年、杉並の邸宅を鈴木三郎助（味の素創業社長）に売却し、横浜市港北区日吉に移住する。
1961年に、長姉の浩が北京の夫・溥傑の元に帰ってから亡くなるまで支えた。父の跡を継いで第2代町田学園園長、町田学園第4代理事長を務める傍ら、姉を支えるために1964年に冷凍船株式会社を設立し、三国間貿易を始めた。そのビジネスを兼ねて日本と中国を往来し、浩夫婦に物資を送るなど援助した。文化大革命の嵐の最中にも浩の求めに応じ、命がけで物資を運んだ。その訪中は100回を超える。『お姉さんは大変な結婚をした人だから、どんな事をしても助けてあげないと』というのが口癖だったという。また、浩や義兄溥傑が訪日した際は公私の行事をとりしきっていた。
1998年、76歳で死去。

## 子孫
- 長男：実允（1963年4月22日生[2]）